# Kevin Kilbane
Kevin Daniel Kilbane (Preston, 1 februari 1977) is een voormalig Iers voetballer die als linkermiddenvelder speelde. Hij beëindigde zijn loopbaan in 2012 bij Coventry City.
Kilbane begon zijn loopbaan bij Preston North End en speelde hierna voor onder meer West Bromwich Albion en Sunderland. Hij kwam 110 keer (acht goals) uit voor Ierland en speelde voor zijn vaderland op het WK in 2002 in Japan en Zuid-Korea. Daar miste hij een strafschop in de achtste finales tegen Spanje, waardoor de ploeg van bondscoach Mick McCarthy de koffers kon pakken. Kilbane werd in 2004 uitgeroepen tot Iers voetballer van het jaar, als opvolger van Damien Duff.